# Full Circle (Xzibit-Album)
Full Circle ist ein Musikalbum des US-amerikanischen Rappers Xzibit.
Es erschien 2006 über die Labels Open Bar Entertainment, Straight from the Shoulders Music, Inc. & KOCH Records und wird dem Genre Rap, genauer dem West Coast Rap zugerechnet.

## Entstehungsgeschichte
Full Circle ist das sechste Album von Xzibit. Es ist das erste Album seines eigenen Labels Open Bar Entertainment. Das Album ist vor allem von dem Produzenten Jelly Roll geprägt, der vier der 14 Lieder produzierte, auf dreien auch selbst mitwirkte und als ausführender Produzent fungierte. Auch experimentierte er zum Teil mit dem zu dieser Zeit in den USA angesagten Club-Sound, wie dem Hyphy, einer Art Westküsten-Crunk. Des Weiteren betonte er im Vorfeld der Veröffentlichung immer wieder, dass die Texte reifer sein würden, um so seiner erwachseneren Weltanschauung Ausdruck zu geben.
Obwohl Xzibit sich nach fünf Alben im Streit von Sony BMG Music Entertainment trennte (siehe Weapons of Mass Destruction) übernahm ebendieses Label den Vertrieb in Europa, da KOCH Records dort keinen eigenen Vertrieb hat.

## Titelliste
1. Invade My Space – 5:17
  - Mit Jelly Roll
  - Produziert von Jelly Roll
2. Rollin’ – 4:11
  - Mit Jelly Roll
  - Produziert von Jelly Roll
3. Ram Part Division – 4:03
  - Xzibit schildert in der Rolle eines Polizisten dessen Ansichten über seine Arbeit, die die Polizei rassistisch und korrupt darstellen. Er spielt damit auf den Rampart-Skandal an, bei dem aufgedeckt wurde, dass fast die komplette C.R.A.S.H.-Einheit (spezialisiert auf Gang-Kriminalität) korrupt war.
  - Produziert von DJ Quik
4. Say It to My Face – 4:09
  - Mit Kurupt & Don Blaze
  - Produziert von Allstar “The Big Beat Maker”
5. The Donnell Rawlings Show (Skit) – 1:40
  - Parodiert eine typische Szene aus Talkshows; 2 Männer, hier Xzibit und ein Raymond (Anspielung auf Usher Raymond) streiten sich um das Kind einer Frau und lassen einen Vaterschaftstest vorlesen. Es stellt sich heraus, dass keiner der beiden der Vater des Kindes ist, woraufhin sie beide über die Frau schimpfen.
6. Scandalous Bitches – 3:03
  - Zunächst schildert Xzibit allgemein einige Erlebnisse mit Groupies, bevor er seine Ex-Verlobte, die mit Usher fremdging, mit diesen gleichsetzt. Bei Usher entschuldigt er sich für seine Attacken bei den MTV Europe Music Awards 2004 in Rom.[2]
  - Produziert von Fyre Dept
7. Concentrate – 3:49
  - Club-Lied über Frauen, deren Aussehen es einem schwer macht sich zu konzentrieren. Unterlegt ist das Lied von einem buddhistischen Meditationsgesang.
  - Produziert von Rick Rock
8. On Bail – 4:37
  - On Bail (dt.: Gegen Kaution); Xzibit, The Game & Daz Dillinger rappen darüber wie hoch ihre Kaution wäre; die beschriebene Höhe soll letztendlich ihren Reichtum anzeigen.
  - Mit The Game, Daz & T-Pain
  - Produziert von Felli Fell
9. Family Values – 3:53
  - Xzibit schildert seine Anforderungen an eine Frau, mit der er eine Familie gründen würde. Diese Anforderungen entsprechen dem Bild einer Hausfrau.
  - Produziert von Dublin Beatz aka J-Dubz
  - Enthält Elemente von Savoir Faire von Chic
10. Black & Brown – 5:47
  - Das Lied ist ein Appell, die in Los Angeles immer mehr aufflackernden Unruhen zwischen Afroamerikanern und Hispanics einzudämmen. Der Text versucht die Sinnlosigkeit dieser Gewalt darzustellen, da sie sich selber gegenseitig ausrotten würden und mittlerweile 80 % aller Gefängnisinsassen in den USA Afroamerikaner oder Hispanics seien.
  - Mit Jelly Roll
  - Produziert von The Arkitects
11. The Whole World – 4:20
  - Produziert von Jelly Roll
12. Poppin’ Off – 4:13
  - Mit DJ Quik & King T
  - Produziert von Khalil
13. Movin’ in Your Chucks – 4:55
  - Mit Too Short & Kurupt
  - Produziert von Jelly Roll
  - Enthält Samples von Dollaz, Drank & Dank von Mr. Short Khop
14. Thank You – 4:59
  - Ein Dankeslied an Xzibits Fans.
  - Produziert von Warryn „Baby Dubb“ Campbell

Zusätzliche Lieder auf der Bonus-CD der Best Buy exklusiven Auflage
1. Concentrate (San Quinn Remix) – 3:50
  - Die einzige Änderung ist, dass der zweite Vers nun von San Quinn mit anderem Text gerappt wird.
  - Mit San Quinn
  - Produziert von Rick Rock
2. Rollin’ (West Side Remix) – 4:19
  - Remix von Rollin’ mit anderem Beat und teilweise anderem Gesang. Der Rap ist gleich.
  - Mit Jelly Roll
3. A Minute to Pray – 4:18

## Veröffentlichungen und Charterfolge
Full Circle wurde am 17. Oktober 2006 in den USA und am 3. November 2006 in Deutschland veröffentlicht. Es erschien auch in unzähligen anderen Ländern, in denen KOCH Records agierte. Die erste Singleauskopplung war Concentrate.

## Versionen
Full Circle erschien in vier verschiedenen Versionen: Als unzensierte und als zensierte CD, als limitierte Auflage mit Bonus-CD, exklusiv für die US-amerikanische Kette Best Buy, sowie als Schallplatte.